# Mineroducto de Antamina
El mineroducto de Antamina es una tubería enterrada de 302 km que transporta contenidos polimetálicos desde la planta concentradora de Yanacancha de la Compañía Minera Antamina (CMA), en el distrito de San Marcos, en la provincia de Huari, hasta el Puerto Punta Lobitos, en la provincia de Huarmey, en la región Áncash, Perú. Los minerales se transportan con agua: 60% de sólido y 40% de líquido. Al llegar a la estación de recepción en Punta Lobitos, los minerales se separan del agua y se almacenan hasta que son cargados a los barcos. El mineroducto empezó a transportar minerales a partir del 1 de julio de 2001.
En 2012 y en 2017 se dieron fugas de los concentrados en la vía nacional PE-16 (Pativilva - Conococha). En 2012, en el km 110, se rompió un codo de una válvula en una estación de control de Antamina generándose el derrame de 3 toneladas en el distrito de Cajacay en Áncash. En 2017, en el km 44, un vehículo contratista de Provías que realizaba trabajos de mantenimiento en la carretera dañó la tubería y se esparcieron concentrados sobre unas parcelas en el distrito de Paramonga en Lima.

## Inversión
En el presupuesto de inversión de CMA se había estimado invertir 158 millones de dólares para la construcción de un mineroducto para el transporte de los minerales. También se consideraron otras dos alternativas de transporte a través de camiones herméticamente sellados por dos rutas: la ruta central que requería una inversión estimada de 70 millones de dólares para su modernización y la ruta sur de 140 millones de dólares.
La decisión de rechazar la ruta central y optar por el mineroducto fue consecuencia de la preocupación de los pobladores, colectivos y organizaciones ambientalistas, como el Instituto de Montaña, a que el transporte del mineral atraviese el Parque nacional Huascarán, un área natural protegida con estatus de Patrimonio natural de la humanidad.Se decidió que el mineroducto, principalmente subterráneo, seguiría el trazo de la ruta sur.
El diseño hidráulico y detallado de la tubería fue realizado por Pipeline Systems Inc. (PSI) bajo la supervisión de Ed Wasp de STI International. La construcción fue realizada por Bechtel bajo la supervisón de PSI.

## Características
La tubería de acero enterrada tiene un diámetro de 25 cm y una longitud de 302 km. La tubería tiene un revestimiento interior de HDPE y recubrimiento exterior de polietileno de tres capas de 3LPE. Se diseñó para el transporte de un máximo de 1,4 millones de toneladas de concentrados por año. El flujo de operación se encuentran alrededor de los 300 metros cúbicos por hora. El punto de inicio es la planta concentradora de Yanacancha a 3155 m s.n.m. y el punto final se encuentra en el Puerto Punta Lobitos a 15 m s.n.m., cerca a la ciudad de Huarmey. El punto más alto de la trayectoria del mineroducto se encuentra a 4669 m s.n.m. A lo largo de su trayectoria, se encuentran cuatro estaciones de válvulas que monitorean el flujo, y regulan la velocidad y la presión de los concentrados. Asimismo, el mineroducto incluye un tendido paralelo de fibra óptica que envía información respecto al proceso del recorrido del mineral a través de la tubería.
En el plan de cierre de Antamina se considera el retiro de las secciones aéreas de la tubería de concentrado y todas las instalaciones de superficie (por ejemplo, las estaciones de válvulas). Las áreas naturales perturbadas se volverán a nivelar y revegetar, y las secciones enterradas de la tubería se lavarán y dejarán in situ.

### Estación de bombeo
Una vez que el material fracturado entra a la planta concentradora de Yanacancha en el distrito de San Marcos, este es convertido en tres tipos de polvos finos. Estos son mezclados con grandes cantidades de agua y bombeados al mineroducto. La estación cuenta con cuatro bombas hidráulicas de pistón Wirth TPK2200 7 de 1/2 " x  14". La estación de bombeo se encuentra a 4155 m s.n.m. Los concentrados se almacenan en cinco tanques de almacenamiento agitados de 18 mx por 18 m: dos tanques están dedicados al concentrado de zinc y tres al cobre (alto y bajo en bismuto). Esta cantidad de almacenamiento es necesaria para acumular un tipo de concentrado mientras se bombea el otro.
Cuando se termina de bombear un tanque de concentrado, mientras se prepara el siguiente tanque se bombea agua a través del mineroducto por al menos dos horas.

### Concentrados minerales
El mineroducto está diseñado principalmente para transportar zinc y diferentes grados de cobre. De acuerdo a un estudio de 2012, los metales y metaloides hallados luego del derrame de los concentrados de cobre en el distrito de Cajacay a través del análisis de las muestras tomadas fueron: arsénico, cadmio, cobalto, cobre, hierro, plomo, antimonio, selenio, estaño, zinc y plata. La Compañía Minera Antamina ha afirmado que no produce ni transporta mercurio.

### Estaciones de válvulas
Se instalaron cuatro estaciones de válvulas intermedias para monitorear la presión y segmentar el mineroducto durante el cierre del flujo de concentrados. Las cuatro estaciones de válvulas (VS)  intermedias se ubican en el mineroducto de la siguiente manera:
- VS-1 en el km 125 del mineroducto (km 110 de la vía Pativilca - Conococha), incluye un banco de estrangulamiento
- VS-2 en el km 143 del mineroducto, incluye un banco de estrangulamiento
- VS-3 en el km 162 del mineroducto
- VS-4 en el km 177 del mineroducto

### Puerto Punta Lobitos
El punto final del recorrido del mineroducto es una estación de recepción ubicada en el Puerto Punta Lobitos, que se encuentra a 1 km al oeste de Puerto Huarmey. Allí, los polvos finos de los concentrados minerales son separados del agua en la Planta de Filtrado. Los concentrados son almacenados para luego ser embarcados y exportados. El agua es tratada para luego ser reutilizada como agua de irrigación en el bosque de Huarmey. Alrededor del terminal portuario, se encuentran las comunidades pesqueras de Puerto Grande, Puerto Huarmey y 9 de Octubre.

## Impactos socioambientales

### Fuga de concentrados de 2012
El derrame de concentrados de cobre en Cajacay se produjo el 25 de julio de 2012 en la región Áncash, Perú. Este derrame se produjo por una rotura del codo de una válvula en el mineroducto de la Compañía Minera Antamina la cual provocó una fuga de 45 toneladas, de las cuales 3 toneladas de concentrados fueron esparcidas alrededor de la estación de control. El derrame ocurrió en la estación de válvulas VS-1 a la altura del kilómetro 110 de la Ruta nacional PE-16 (Pativilca – Conococha), en el caserío Santa Rosa, perteneciente al distrito de Cajacay, provincia de Bolognesi en el departamento de Áncash. Gracias a la oportuna acción de los pobladores locales se evitó que los minerales llegaran a contaminar el río Fortaleza.
Un año después, el 31 de mayo de 2013, la Dirección de Fiscalización, Sanción y Aplicación de Incentivos del Organismo de Evaluación y Fiscalización Ambiental (OEFA) sancionó con una multa de 56 Unidades Impositivas Tributarias (UIT), equivalente a S/. 207 200 (aproximadamente USD 77 000, a la Compañía Minera Antamina S.A., por infringir la legislación ambiental a consecuencia del derrame.La sanción fue impuesta, de acuerdo al entonces Ministro del Ambiente Manuel Pulgar Vidal, por dos motivos: «una por la falta de diligencia en el aviso y en el llenado de los formatos sobre el accidente, y la otra porque se han tenido que talar algunos árboles materia de la contaminación producida en el suelo».

### Fuga de concentrados de 2017
El 6 de abril de 2017 un contratista de Provías —unidad ejecutora del Ministerio de Transportes y Comunicaciones— a cargo de la rehabilitación de la carretera que une Huaraz con Pativilca, provocó una ruptura del mineroducto a la altura del km 44 de la Ruta nacional PE-16 (Pativilva - Conococha) que generó la fuga de concentrados en las parcelas alrededor del incidente. La ruptura ocurrió cerca al centro poblado de Malvado en el distrito de Paramonga, provincia de Barranca, región Lima. Veintiocho personas, entre ellos nueve niños, presentaron náuseas, cefaleas y afectaciones en la piel, fueron trasladadas al Hospital de Barranca Cajatambo.